# Cuarta vía
La Cuarta Vía es una filosofía política que busca una diferencia de la Primera Vía o Capitalismo, de la Segunda Vía o Socialismo, y de la Tercera Vía o Centrismo.[cita requerida]

## El concepto de la Cuarta Vía
Tratándose la Tercera Vía de una ideología relativamente nueva, la Cuarta Vía lo es por demás, dificultando así su concepción como tal. Felipe Pérez, exministro de Planificación de la República Bolivariana de Venezuela hacia el año 2002, señalaba: “Voy a impulsar el crecimiento desde abajo por la cuarta vía: una combinación del Estado, el mercado y la solidaridad”.
Diego Guerrero, profesor de Economía Aplicada de la Universidad Complutense de Madrid (UCM), concibe la Cuarta Vía como “una reforma del capitalismo que permita pasar a un capitalismo sin mercado”. No obstante, no existe una definición concreta de la Cuarta Vía, la cual por igual tiene sus interpretaciones según la localización geográfica en donde sea mencionada.

## La Cuarta Vía en distintos países

### República Dominicana
La Cuarta Vía fue una coalición de partidos dominicanos que participó en las elecciones del 16 de mayo del 2008. La coalición estuvo integrada por el Partido Nacional de Veteranos y Civiles (PNVC), el Frente Nacional de Oposición (FRENO), el Partido Revolucionario Social Demócrata (PRSD) y el Partido Humanista Dominicano (PHD).

#### Cuarta Vía: Diferencia entre la coalición y la filosofía política homónima
A pesar de haberse concebido como un proyecto del Partido Revolucionario Social Demócrata, presidido por Hatuey Decamps, la Cuarta Vía dominicana se visualizó, más que como una alternativa al capitalismo, socialismo o centrismo, como un cambio en la administración pública gubernamental. Esto hace oposición a los tres partidos mayoritarios de la República Dominicana, que son: el Partido de la Liberación Dominicana (PLD), el Partido Revolucionario Dominicano (PRD), y el Partido Reformista Social Cristiano (PRSC).
El candidato presidencial elegido por la coalición de la Cuarta Vía fueEduardo Estrella, exmilitante del PRSC, para las elecciones del 16 de mayo del año 2008. La proclamación de Estrella tuvo lugar el 23 de septiembre del 2007. La Cuarta Vía es apoyada por otros movimientos y partidos, tales como el Partido Nacional de Veteranos y Civiles (PNVC), el Frente Nacional de Oposición (FRENO) y el Partido Humanista Dominicano (PHD).